# سیارک ۲۲۵۴۵
سیارک ۲۲۵۴۵ (به انگلیسی: 22545 Brittrusso، نامگذاری:1998FP77) بیست و دو هزار و پانصد و چهل و پنجمین سیارک کشف شده‌است که در ۲۴ مارس ۱۹۹۸ کشف شد.
قدر مطلق سیارک برابر ۱۳.۵ است.